# Nefoenus pilosus
Nefoenus pilosus (Bouček, 1988) è un imenottero Calcidoide della famiglia degli Pteromalidi.
Questa specie è l'unico rappresentante della sottofamiglia Nefoeninae e del genere Nefoenus, taxa definiti da Bouček nella sua generale revisione della sistematica degli Pteromalidi del 1988. 
La specie è citata come endemica della fauna del Queensland in Australia. La specie sarebbe associata a Coleotteri xilofagi, ma non si hanno informazioni precise sulla sua biologia.  